# Vojna napoved
Vojna napoved je formalno dejanje, s katerim ena država napove obstoječo ali bližajočo se vojno dejavnost proti drugi državi. Vojna napoved se ponavadi napove z javnim govorom ali podpisom dokumenta, ki razglasi vojno stanje med dvema ali več državami.    
Zakonitost tega, kdo lahko napove vojno, se razlikuje med državami in oblikami vlade. V mnogih državah velja pravilo, da lahko vojno drugi državi napove predsednik vlade. V drugih primerih lahko vojno napove podpisnik pisma ali tajna operacija, ki odobri vojni podobna dejanja zasebnikov ali plačancev. Uradni mednarodni protokol za napoved vojne je bil opredeljen v Haaški konvenciji (III) leta 1907 o napovedi vojnega stanja.   
Od leta 1945 so zaradi ustanovitve mednarodnega prava, kot je Ustanovna listina Združenih narodov, ki prepoveduje grožnjo in uporabo sile v mednarodnih konfliktih, vojne napovedi v mednarodnih odnosih večinoma neuporabne in zastarele, čeprav so takšna dejanja morda pomembna v notranjem pravu sprtih držav. Varnostni svet ZN lahko na podlagi pooblastil, podeljenih v 24. in 25. členu ter 3. poglavju Listine dovoli kolektivne ukrepe za ohranjanje ali uveljavljanje mednarodnega miru in varnosti. V 51. členu Ustanovne listine Združenih narodov je tudi navedeno: »Nič v tej listini ne škoduje neločljivi pravici do individualne ali kolektivne samoobrambe, če pride do oboroženega napada na državo.«
Nekaj držav je od takrat uradno napovedalo vojno drugi državi. Poleg tega lahko nedržavne ali teroristične organizacije trdijo, da napovedujejo vojno kadar sodelujejo v nasilnih dejanjih. Te izjave morda nimajo pravnega statusa same po sebi, lahko pa vseeno delujejo kot poziv k uporabi orožja za podpornike teh organizacij. 